# Пержанка
Пержанка (колишня назва Прирубища) — річка в Україні, в Олевському районі Житомирської області. Права притока Перги.

## Опис
Довжина річки 23  км. Висота витоку річки над рівнем моря — 201 м; висота гирла над рівнем моря — 178 м; падіння річки — 23 м; похил річки — 1 м/км., площа басейну 119 км². Формується багатьма безіменними струмками, річкою та однією водоймою.

## Розташування
Пержанка бере початок біля селища Новоозерянка. Тече переважно на північний захід через Озеряни, Рудню Озерянську. На північно-східній околиці села Замисловичі впадає в річку Пергу, притоку Уборті.
Утворюється злиттям кількох струмків, що беруть початок на західному схилі Словечансько-Овруцького кряжу. Згідно з дослідами Павла Тутковського витік річки знаходиться у великому каньйоні між урочищами Метлища і Витягно у розвипах Овруцького пісковика. У верхів'ї річка протікає горбистою місцевістю серед густого лісу У нижній течії річка протікає заболоченою низовиною через болото Михіїв та озеро Чорне. Далі річка випрямлена каналом і впадає до Перги в урочищі Подбора. 
У долині річки трапляються поклади лімоніту (бурого залізняка). У XIX ст. з них виготовляли кустарним способом чавун і залізо. У с. Рудня Озерянська існував чавунний завод.

## Притоки
- Лубенець (права).
- Полохатинка (ліва).

## Риби Пержанки
У річці водяться бистрянка звичайна, верховодка звичайна, пічкур та плітка звичайна.